# Organizzazione Musulmana Jugoslava

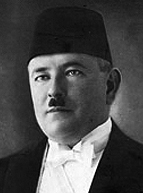
Mehmed Spaho, leader politico dei bosgnacchi nel Regno di Jugoslavia

L'Organizzazione Musulmana Jugoslava (bosniaco: Jugoslovenska Muslimanska Organizacija, JMO, Југослoвенска Муслиманска Организација) è stato un partito politico bosniaco nel Regno dei Serbi, Croati e Sloveni, e più tardi nel Regno di Jugoslavia. È stata fondata a Sarajevo il 16 febbraio 1919 ed è stata guidata da Mehmed Spaho.
La JMO era il successore dell'Organizzazione Nazionale Musulmana (Muslimanska Narodna Organizacija, MNO), un partito conservatore bosgnacco durante l'epoca austro-ungarica. Nelle sue campagne elettorali la JMO ha fatto appello alla mobilitazione basata su slogan religiosi piuttosto che sulla nazionalità bosgnacca, definendo come peccato il fallimento dei musulmani bosniaci a votare per il partito. Il partito ha avuto una notevole influenza nelle istituzioni religiose islamiche, e la JMO è venuto a dominare la vita politica in Bosnia nel periodo interbellico. Il partito ha fatto appello ai musulmani di tutta la Jugoslavia, invitandoli a non emigrare verso la Turchia.
Nel 1921 la JMO si è allineata con i partiti serbi di governo. La JMO voleva ottenere l'integrità territoriale della Bosnia ed Erzegovina (allora separata in varie banovine) e chiedeva autonomia religiosa e l'uso della shari'a nel diritto privato. Le loro richieste sono state consegnate all'Assemblea Costituente del Regno SHS e come compromesso tali richieste sono state accettate e incorporate nella Costituzione di Vidovdan sotto il cosiddetto "paragrafo turco".
Il supporto della JMO fu importante per l'adozione della nuova costituzione. Tuttavia l'alleanza si rivelò di breve durata. Nel 1922 veniva costituito un nuovo partito, l'Organizzazione del Popolo Musulmano Jugoslavo (JMNO), che prendeva il ruolo di alleato musulmano dei partiti serbi. La JMNO non riuscì tuttavia a catturare il sostegno dei votanti della JMO. Nel 1923 il partito fondò l'organizzazione culturale Narodna Uzdanica.
La JMO stipulò un breve alleanza con il Partito Popolare Sloveno e il Partito Rurale Croato. Alla rottura di questa nel 1925, la JMO si trovò isolata e subì gli attacchi dei paramilitari serbi, che ad un certo punto cercarono perfino di uccidere Spaho.
Nel 1927 il partito subì una battuta d'arresto alle elezioni. Dopo l'elezione la JMO si unì alla coalizione di maggioranza a guida serba. In questo momento il profilo della JMO si modificò, cominciando a sottolineare che si trattava di un partito bosniaco, piuttosto che musulmano o jugoslavo.
La JMO venne bandita dal regime di Alessandro I di Jugoslavia, insieme ad altri partiti. Spaho successivamente ricostruì il partito e si unì alla coalizione a guida serba del governo di Milan Stojadinović nel 1937. Si dimise quindi nel 1939 per protestare contro la creazione della Banovina di Croazia: morì pochi mesi dopo e gli successe come presidente del partito Džafer Kulenović. La JMO dominò la politica bosniaca fino al 1941. Dopo l'invasione della Jugoslavia da parte delle potenze dell'Asse, il regime collaborazionista croato di Ante Pavelić ricevette il sostegno di diversi leader JMO, tra i quali Dzafer Kulenovic che servì come vice-presidente. Altri membri JMO al contrario sostennero i partigiani jugoslavi; un senatore JMO ha partecipato alla prima sessione AVNOJ nel 1942.

## Risultati elettorali
Risultati elettorali in Jugoslavia, 1920-1927
| Anno | %   | Seggi |
| ---- | --- | ----- |
| 1920 | 6.9 | 24    |
| 1923 | 5.2 | 18    |
| 1925 | 5.4 | 15    |
| 1927 | 2.5 | 18    |